# 민기 (1568년)
민기(閔機, 1568년 ~ 1641년 음력 12월 15일)는 조선 중기의 문신이다. 본관은 여흥이며 민정중, 민유중 형제의 조부이자 인현왕후의 증조부이다.

## 생애
1568년(선조 1년), 아버지 민여준(閔汝俊)과 어머니 전주 이씨(全州 李氏)의 둘째 아들로 태어났으며, 큰아버지 민여건(閔汝健, 1538~1585)의 양자로 입적되었다.
1597년(선조 30년), 병과에 급제하여 관직에 나아갔다. 이후 삼화현령과 안악군수, 순창군수를 역임하였다. 광해군 때 순창군수로 재직하던 당시 부임지에 가족들을 데리고 가서 파직되었다. 이후 형조좌랑에 임명되었다. 인조 시대에는 연안부사와 양양부사, 부평부사를 역임하였고 정묘호란 당시 어가를 호종하였다. 1635년(인조 13년), 경주부윤에 임명되었다. 병자호란 당시 인조가 청나라에 항복하자 관직에서 물러났다. 1641년(인조 19년) 사망하였다. 송준길이 묘표를 짓고 송시열이 신도비명을 작성하였다.

## 가족 관계
- 아버지 : 민여준(閔汝俊, 1539~1599)
- 어머니 : 전주 이씨(全州 李氏) - 효령대군의 후손
  - 부인 : 남양 홍씨(南陽 洪氏) - 홍익현(洪翼賢)의 딸
    - 장남 : 민광훈 (閔光勳, 1595~1659)
    - 며느리 : 연안 이씨(延安 李氏) - 이광정의 딸
      - 손자 : 민시중(閔蓍重, 1625~1677)
      - 손자 : 민정중(閔鼎重, 1628~1692)
      - 손자 : 민유중(閔維重, 1630~1687)
        - 증손녀 : 인현왕후(仁顯王后, 1667~1701) - 숙종의 계비

    - 장녀 : 여흥 민씨(驪興 閔氏)
    - 사위 : 해평 윤씨 윤창원(尹昌遠, 1591~1650)
    - 차녀 : 여흥 민씨(驪興 閔氏)
    - 사위 : 조석윤(趙錫胤, 1605~1655)